# Domenico Spadafora
Domenico Spadafora (Randazzo, 1450 – Monte Cerignone, 21 dicembre 1521) è stato un religioso italiano, beatificato nel 1921 da papa Benedetto XV.

## Biografia
Domenico nacque a Randazzo nel 1450, dalla nobilissima ed antichissima famiglia Spadafora, originaria di Costantinopoli, figlio secondogenito del barone Michele Spadafora dei Principi di Maletto e di Marianna Maniaci Ventimiglia, dei duchi di Santa Maria, Principi di San Giorgio e San Michele, rinuncia presto agli agi che gli provengono dalla famiglia. Vuole servire il Signore quindi entra nell'Ordine Domenicano e inizia al Convento di Santa Zita a Palermo, fondato da Pietro Geremia.
Riesce molto bene negli studi, tanto da essere inviato a completarli prima a Perugia, poi a Padova e Venezia dove nel 1478 diventa maestro di teologia e conseguendo il grado di baccelliere. Torna in Sicilia come maestro di Teologia. Fu dapprima assegnato al convento di Messina, ma il padre Generale dei Domenicani si accorge subito delle sue doti di studioso, tanto da volerlo come collaboratore a Roma.
Nello stesso tempo gli abitanti di Monte Cerignone (Urbino), vogliono valorizzare con una chiesa una cappelletta contenente una immagine miracolosa della Madonna. Così chiedono una guida ai Domenicani, il Maestro Generale invia Domenico. Dopo duro lavoro, nel 1491 sorge la chiesa e il Convento annesso che Domenico guiderà fino alla sua fine terrena. Muore il 21 dicembre 1521 proprio a Monte Cerignone, dove dopo aver celebrato la messa, convocò i frati e umilmente chiese perdono per gli errori commessi e, dopo aver loro dato la sua benedizione, si ritirò nella sua cella e spirò. Fu sepolto nella stessa chiesa del convento.

## Culto
Nel 1545 il suo corpo è stato trovato intatto e venne spostato nel convento di Monte Cerignone. Quando il convento nel 1653 fu abbandonato dai frati dopo la soppressione, il suo corpo venne trasferito nella vicina chiesa di Santa Maria in Reclauso, ove si trova tuttora incorrotto. 
Il 14 gennaio 1921 Papa Benedetto XV ne conferma il culto. Viene celebrato l'11 settembre.
| Controllo di autorità | VIAF (EN) 289883274 · ISNI (EN) 0000 0003 9523 1946 · BAV 495/201685 |